# G7 del 1987
Il 13° vertice del G7 venne tenuto a Venezia dall'8 al 10 giugno 1987. La sede degli incontri al vertice fu l'isola di San Giorgio Maggiore nella laguna veneta davanti a Piazza San Marco.
Il Gruppo dei Sette (G7) era un forum non ufficiale che riuniva i rappresentanti dei più ricchi paesi industrializzati i cui membri erano: Francia, Germania Ovest, Italia, Giappone, Regno Unito, Stati Uniti, Canada e il Presidente della Commissione Europea (a partire ufficialmente nel 1981 e senza la capacità di presidenza del vertice).

## Leader al vertice

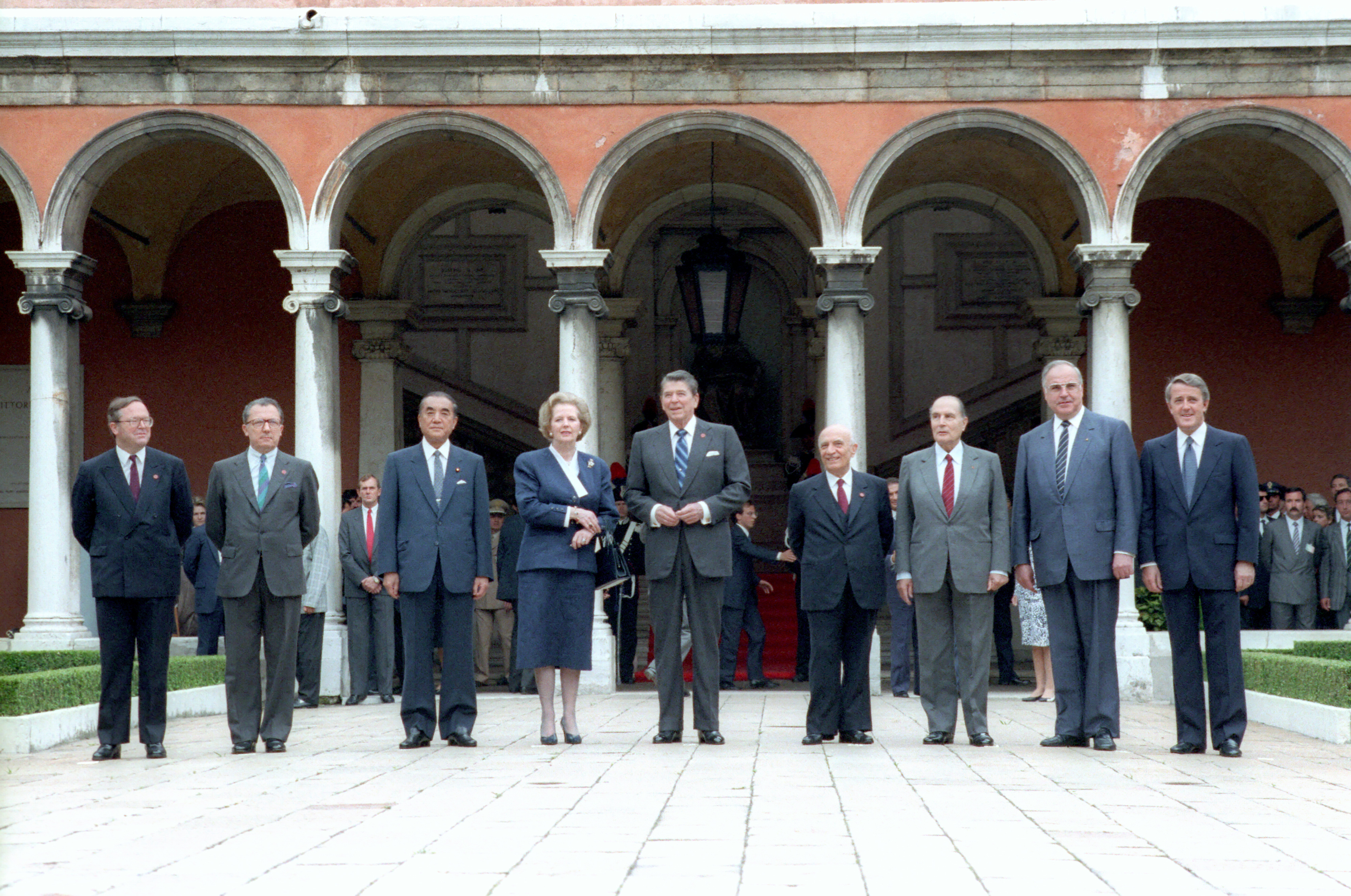
Leader del vertice alla Fondazione Giorgio Cini : (da sinistra a destra) Wilfried Martens, Jacques Delors, Yasuhiro Nakasone, Margaret Thatcher, Ronald Reagan, Amintore Fanfani, François Mitterrand, Helmut Kohl e Brian Mulroney.

Il G7 era un foro di dialogo tra i rappresentanti delle economie più grandi al mondo i cui invitati erano i leader di Canada, Commissione europea, Francia, Germania, Italia, Giappone, Regno Unito e Stati Uniti.
Il 13° vertice del G7 fu l'ultimo vertice del premier italiano Amintore Fanfani e del premier giapponese Yasuhiro Nakasone.

### Partecipanti
Questi partecipanti al vertice erano gli attuali membri principali del forum internazionale:
| Membri G7 .               |                     |                     |                              |
| Paese Membro              | Paese Membro        | Rappresentato da    | Titolo                       |
| Canada (bandiera)         | Canada              | Brian Mulroney      | primo ministro               |
| Francia (bandiera)        | Francia             | François Mitterrand | Presidente                   |
| Germania Ovest (bandiera) | Germania dell'Ovest | Helmut Kohl         | Cancelliere                  |
| Italia (bandiera)         | Italia              | Amintore Fanfani    | Presidente del Consiglio     |
| Giappone (bandiera)       | Giappone            | Yasuhiro Nakasone   | primo ministro               |
| Regno Unito (bandiera)    | Regno Unito         | Margaret Thatcher   | primo ministro               |
| Stati Uniti (bandiera)    | stati Uniti         | Ronald Reagan       | Presidente                   |
| Europa (bandiera)         | comunità Europea    | Jacques Delors      | Presidente della Commissione |
| Europa (bandiera)         | comunità Europea    | Wilfried Martens    | Presidente del Consiglio     |

## Problemi
Lo scopo di tale incontro era per migliorare la cooperazione tra i paesi membri. Ulteriormente i paesi partecipanti cercavano una opportunità reciproca di fronte a decisioni economiche difficili. Nel vertice di Venezia, oltre alle tradizionali questioni economiche vennero trattati temi come la pandemia dell’AIDS, il contrasto alla diffusione delle sostanze stupefacenti, le relazioni Est-Ovest, la guerra tra Iran e Iraq e il terrorismo internazionale.

## Galleria d'immagini

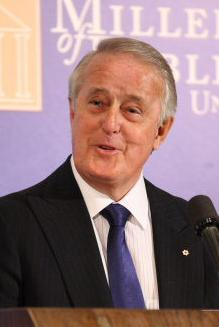
Brian Mulroney
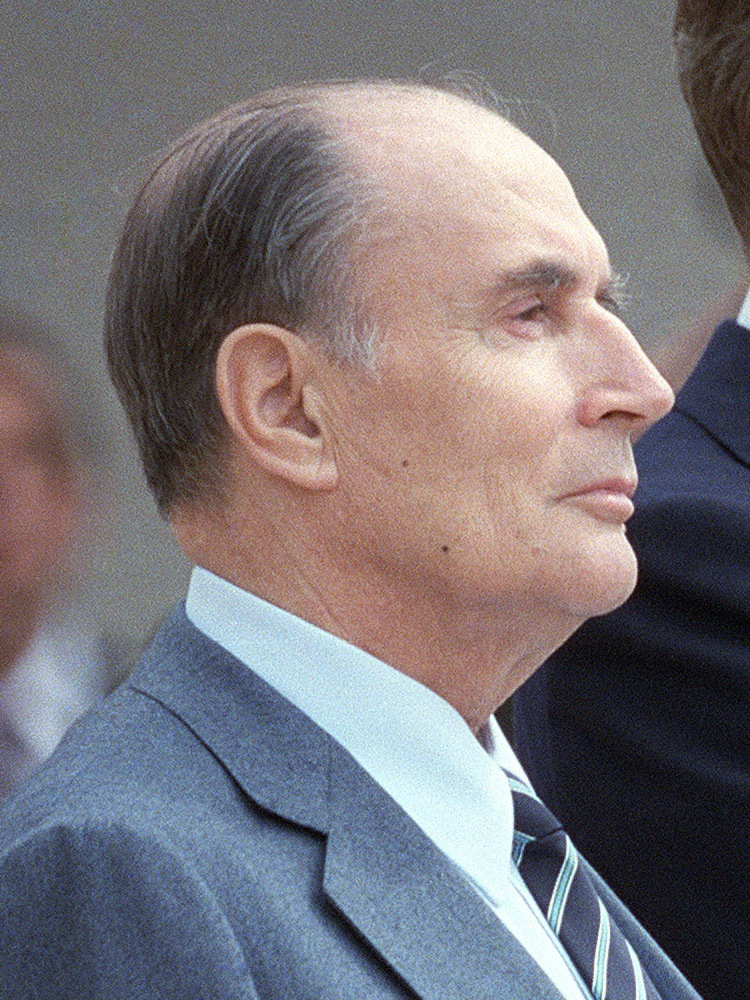
François Mitterrand
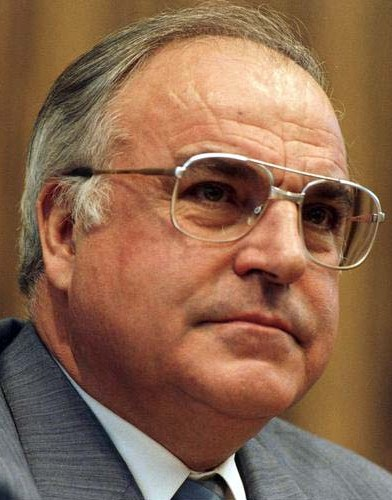
Helmut Kohl
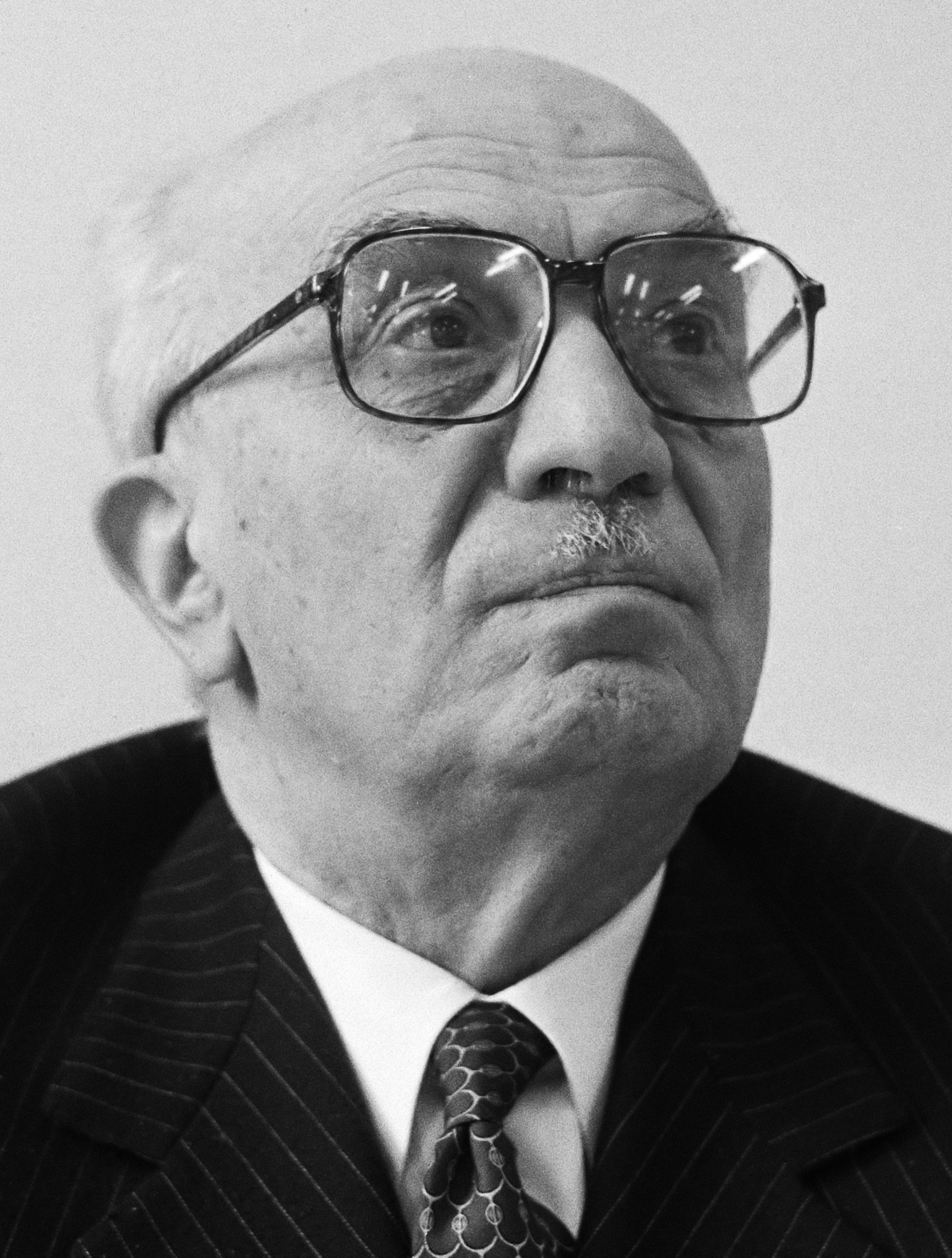
Amintore Fanfani
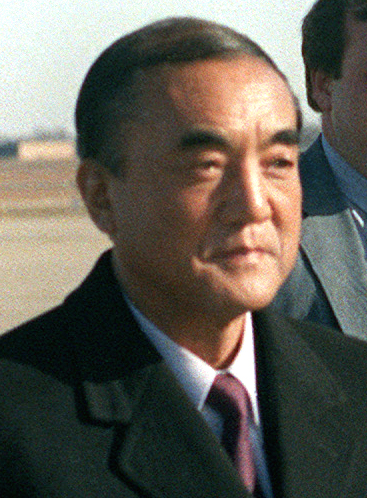
Yasuhiro Nakasone
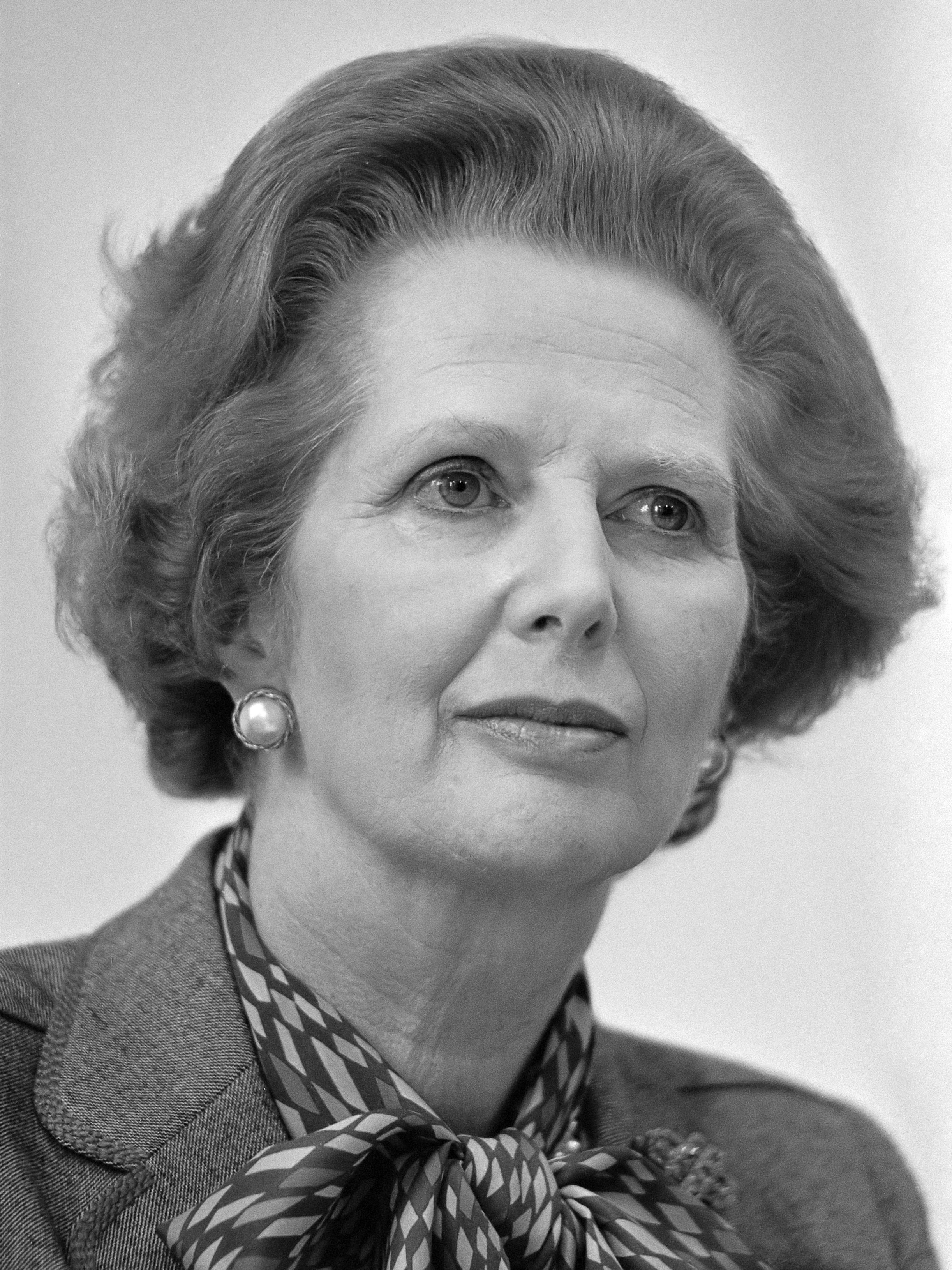
Margaret Thatcher
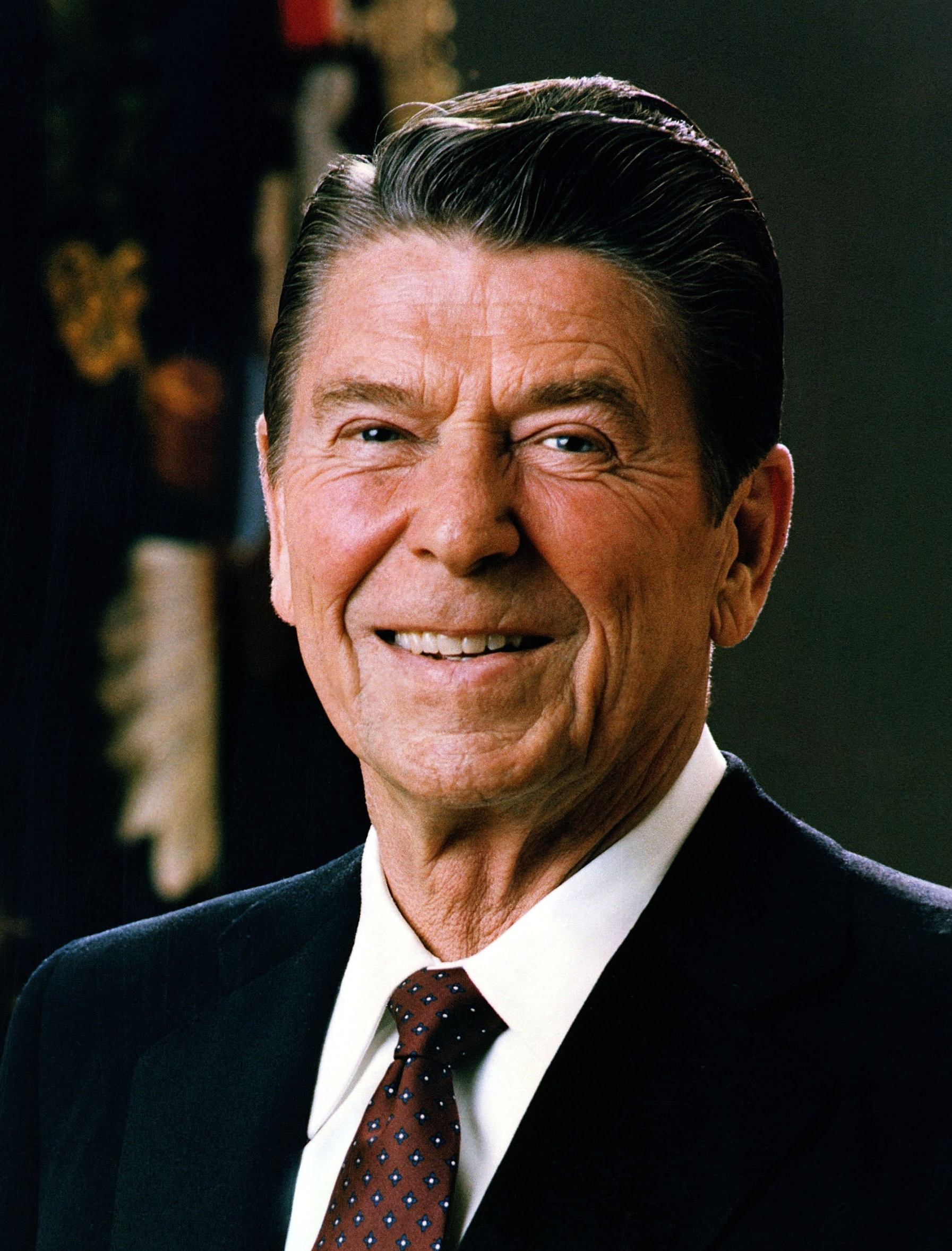
Ronald Reagan
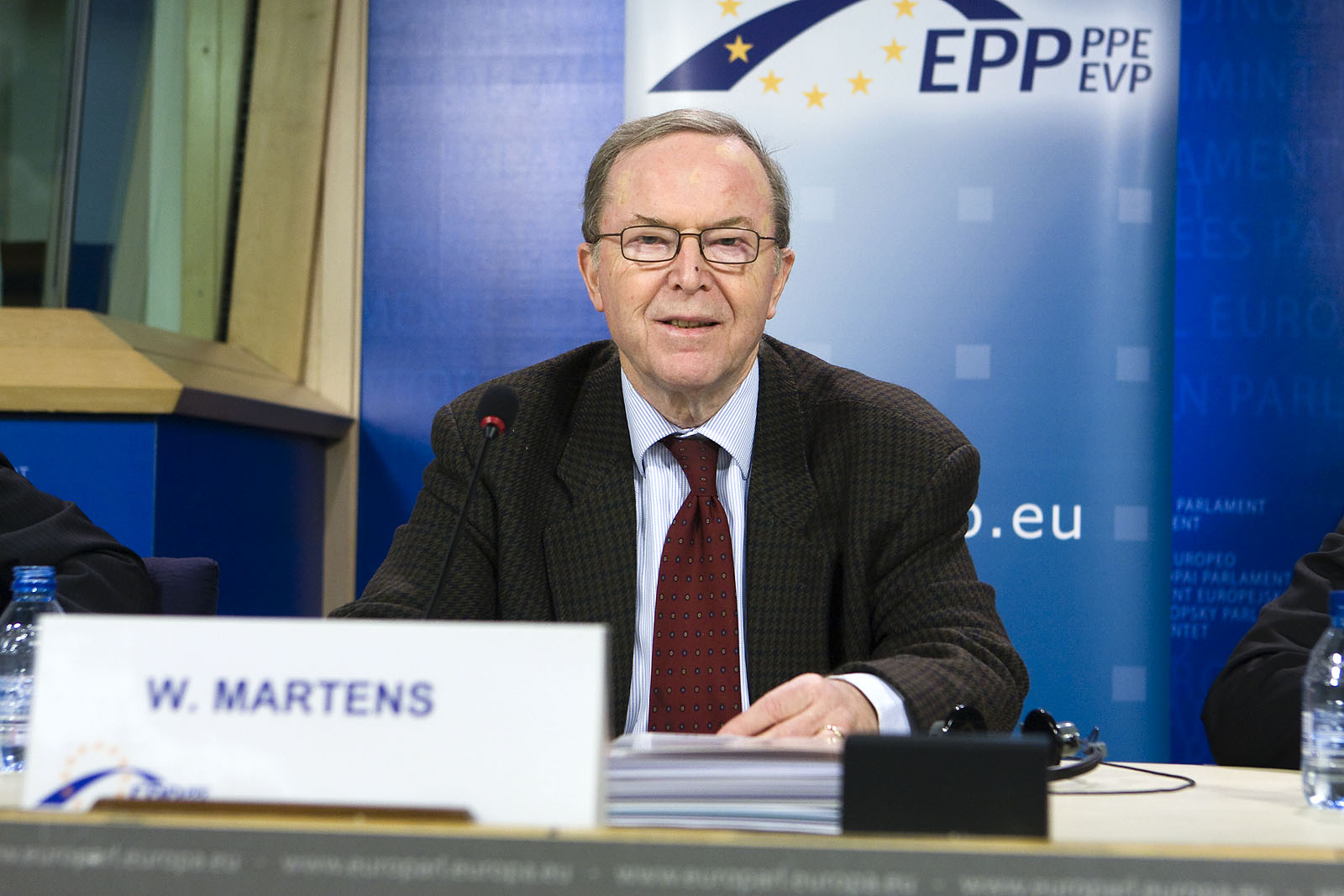
Wilfried Martens

## Risultato
Nel 1987, i leader del vertice sottoscrissero le loro responsabilità per la deforestazione del mondo.